# Тшебін (Валецький повіт)
Тшебін (пол. Trzebin) — село в Польщі, у гміні Члопа Валецького повіту Західнопоморського воєводства.
Населення — 152 особи (2011).
У 1975-1998 роках село належало до Пільського воєводства.

## Демографія
Демографічна структура станом на 31 березня 2011 року:
|          | Загалом | Допрацездатний вік | Працездатний вік | Постпрацездатний вік |
| -------- | ------- | ------------------ | ---------------- | -------------------- |
| Чоловіки | 85      | 18                 | 60               | 7                    |
| Жінки    | 67      | 8                  | 40               | 19                   |
| Разом    | 152     | 26                 | 100              | 26                   |